# جورج ك. سيمون
جورج ك. سيمون (بالإنجليزية: George K. Simon)‏ هو كاتب أمريكي، ولد في 1 فبراير 1948 في ديترويت في الولايات المتحدة.